# 6 мм U.S.N.
6 мм U.S.N. или 6 мм Lee Navy или .236 Navy (Rimless) — устаревший американский винтовочный патрон центрального воспламенения. Был принят на вооружение Американского флота и Корпуса морской пехоты в 1895 году официально заменив патрон .45-70. Считается одним из самых первых принятых на вооружение малокалиберных высокоимпульсных патронов с бездымным порохом.

## История
Вслед за армией в 1891 году американский военный флот заинтересовался новым образцом малокалиберной винтовки под патрон с бездымным порохом. В сотрудничестве с фирмой Винчестер первоначальный вариант патрона был создан к концу 1894 года. Патрон был назван .236 U.S. Navy и имел выступающий фланец (закраину), использовался при испытании опытных магазинных винтовок и пулемётов. 
В начале 1894 года Управление вооружений флота (англ. Bureau of Ordnance) заказало Винчестеру бесфланцевый (англ. headless, rimless) вариант патрона, т.к. он стал бы пригоден для большего числа вариантов испытывавшихся конструкций винтовок. Бесфланцевый патрон 6 mm U.S.Navy был принят во флоте в 1895 году после широких испытаний вместе с магазинной винтовкой системы Ли (англ. Lee Magazine Rifle M1895 или Lee Straight Pull Rifle). Вскоре во флоте к винтовке добавились 6-мм картечница и 6-мм пулемёт Кольта. Простоял 6-мм патрон на снабжении всего 4 года и, в свою очередь, с 1899 года стал вытесняться патроном .30 Army. Кроме того, в 1900 году выяснилось, что порох этих патронов нестойкий при высоких температурах и меняет характеристики в процессе хранения, особенно на борту судов. Улучшать патрон не стали ввиду начавшегося перевооружения на армейское оружие и патроны.

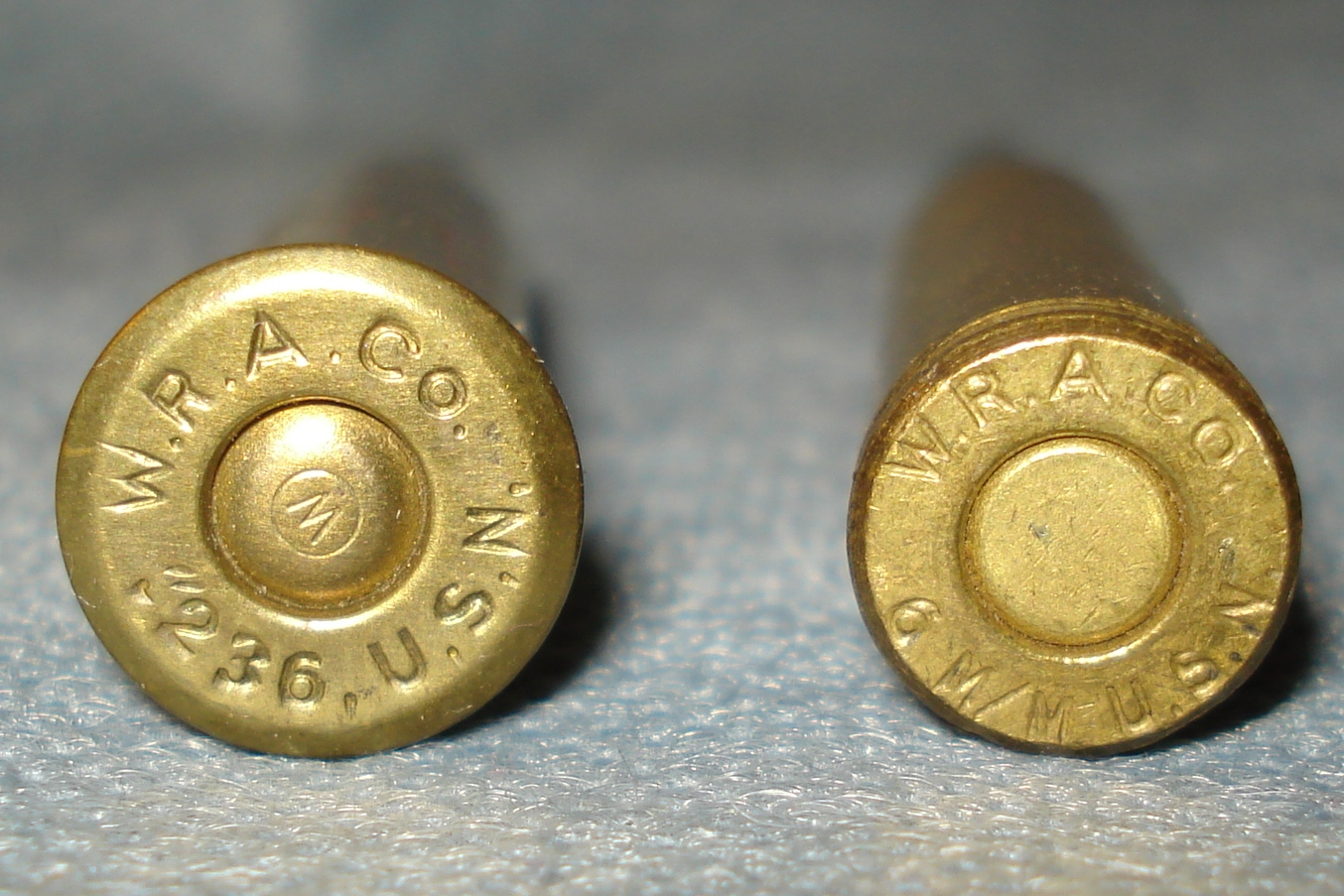
Маркировка гильз патронов .236/6 mm U.S. Navy, изготовленных фирмой Винчестер.

Следует обратить внимание, что оба варианта патрона, как ранний фланцевый, так и принятый бесфланцевый, могли именоваться и маркироваться как .236 U.S.N, так и 6 mm U.S.N. Поэтому рекомендуется уточнять вариант, который рассматривается: Rimmed (фланцевый) или Rimless (бесфланцевый).
После принятия на снабжение флота 6-мм патрона, фирма Винчестер стала предлагать под него в коммерческой продаже винтовку Винчестер М1895 и несколько своих простых однозарядных винтовок.
После отказа флота от 6-мм калибра данный патрон какое-то время ещё использовался как охотничий патрон, но в 1935 году был окончательно снят с производства. Послужил основой для разработки патрона .220 Swift.